# سیارک ۵۶۶۷
سیارک ۵۶۶۷ (به انگلیسی: 5667 Nakhimovskaya، نامگذاری:1983QH1) پنج هزار و ششصد و شصت و هفتمین سیارک کشف شده‌است که در ۱۶ اوت ۱۹۸۳ کشف شد.
قدر مطلق سیارک برابر ۱۳٫۶۰ است.